# کیلدار
کیلدار (به لاتین: Kildare) یک منطقهٔ مسکونی در جمهوری ایرلند است که در شهرستان کیلدر واقع شده‌است. کیلدار ۳٫۱ کیلومتر مربع مساحت و ۸٬۶۳۴ نفر جمعیت دارد و ۱۰۵ متر بالاتر از سطح دریا واقع شده‌است.

## خواهرخوانده
شهر دوویل خواهرخواندهٔ کیلدار هست.